# Dzsibál

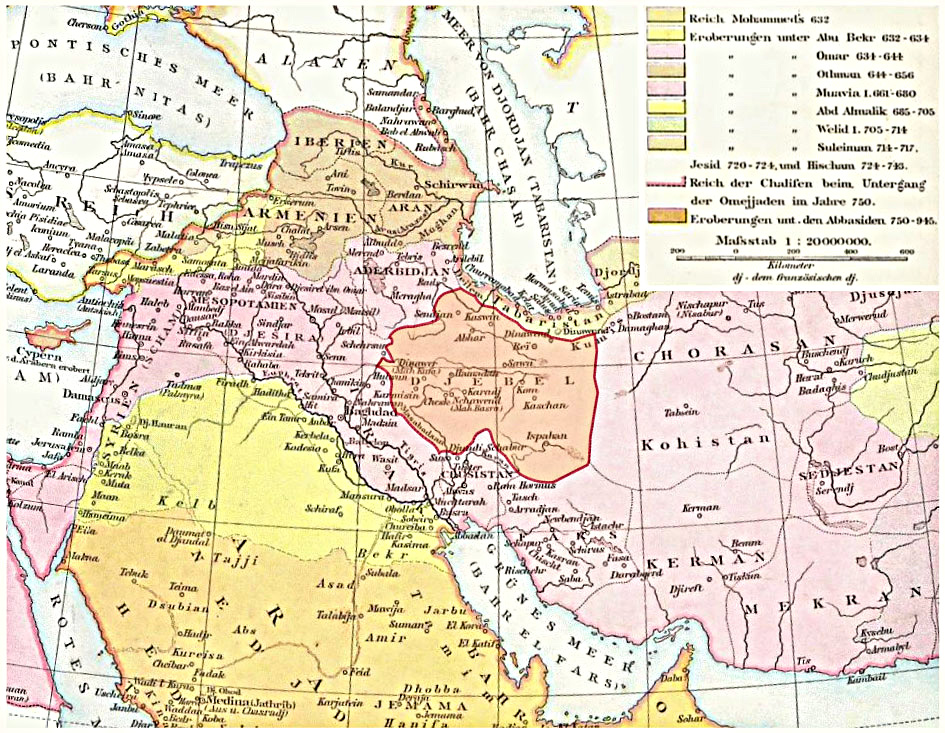
Dzsibál egy 19. századi térképen

A Dzsibál (arab betűkkel الجبال, tudományos átiratban al-Ǧibāl, jelentése: „a hegyek”), 12. századtól használatos elnevezéssel Perzsa-Irak (arabul العراق العجمي, tudományosan al-ʿIrāq al-ʿaǧamī, magyarosan al-Irák al-adzsami) történeti földrajzi régió. Nagyjából az ókori Média tartománnyal esik egybe. Zömmel a mai Nyugat-Iránban terült el, de a mai Irak bizonyos határ menti területei is hozzá tartoztak.
A 7. század közepi muszlim arab hódítást követően kialakuló tartomány a középkorban négy körzetre oszlott, amelyeknek a négy legnagyobb város volt a központja: nyugaton Kermánsáh, délkeleten Iszfahán, északkeleten Rajj (ma Teherán része), végül középen Hamadán, az ókori Ekbatana. A tartomány székhelye a Buvajhidák bukásáig Rajj volt, az őket követő Nagyszeldzsuk Birodalom és utódállamai alatt pedig Hamadán lett a hatalmi központ, de mindvégig Iszfahán volt a Dzsibál legjelentősebb városa. A tartománynak mindig is jelentős számú kurd lakossága volt, különösen az utóbb emiatt Kurdisztánnak nevezett kermánsáhi körzetnek.